# Németh László-emlékérem
A Németh László-emlékérem vagy Németh László-plakett egy magyar díj, melyet Németh László családja és a hódmezővásárhelyi Németh László Városi Könyvtár 1982-óta 3 évente ad azon személyeknek vagy intézményeknek, akik vagy amelyek tartósan segítik Németh László örökségének megőrzését, népszerűsítését. A bronzból készült  plakettet Borsos Miklós szobrászművész készítette.

## Díjazottak

### 1982
- Kőszegfalvi Ferenc

### 1983
- Vass Istvánné

### 1989
- Sándor Iván

### 1996
- Vörös Mihály

### 2001
- Lami Pál

### 2006
- Hegedűsné Dékány Magdolna
- Németh László Általános Iskola és Gimnázium, Kecskemét
- Németh László Általános Iskola és Gimnázium, Hódmezővásárhely

### 2013
- Bálint Ágnes
- Gál Mihály[1]